# マルクグラーフ (戦艦)
マルクグラーフ (SMS Markgraf) はドイツ帝国海軍の戦艦。ケーニヒ級戦艦の3番艦。艦名は辺境伯の意。

## 艦歴
1911年11月起工。1913年6月4日進水。1914年10月1日就役。
1916年4月25日、ヤーマスとローストフト砲撃を行う巡洋戦艦部隊を支援。ユトランド沖海戦では5発の命中弾を受けて11名の戦死者を出した。修理はハンブルクでおこなわれ、1ヶ月を要した。1916年8月18日、19日、サンダーランド襲撃に参加。1917年10月にはアルビオン作戦に参加し、作戦中に触雷した。
第一次世界大戦後スカパ・フローに抑留され、1919年6月21日に自沈した。その際、自沈を阻止しようとしたイギリスの海兵隊によって艦長などが殺された。マルクグラーフは現在もスカパ・フローに沈んでいる。